# Donjon instancié
 (mai 2017).
Si vous disposez d'ouvrages ou d'articles de référence ou si vous connaissez des sites web de qualité traitant du thème abordé ici, merci de compléter l'article en donnant les références utiles à sa vérifiabilité et en les liant à la section « Notes et références ».
Dans les jeux de rôle en ligne massivement multijoueur (MMORPG), un donjon instancié (Instance dungeon en anglais), plus communément appelé instance, est une zone spéciale (généralement un donjon ou une zone joueur contre joueur) dans laquelle est générée une nouvelle copie du contenu pour chaque groupe y pénétrant.
Cette méthode permet de s'assurer que l'histoire est indépendante pour chaque groupe et non perturbée par les autres joueurs.

## Description
Gaute Godager, à l'époque développeur et cocréateur de Funcom (notamment sur The Longest Journey en 1999), un des pionniers du genre, est le créateur unique et originel de ce système d'instance, depuis lors massivement utilisé sur les MMORPG[réf. nécessaire].
Les donjons instanciés peuvent contenir des ennemis plus puissants qu'à l'accoutumée et des objets rares. Chaque instance est dotée d'une limite pour le nombre de joueurs et leurs niveaux afin d'équilibrer le gameplay[réf. souhaitée].
Dans un donjon instancié, il ne peut pas y avoir de compétition sur des ressources telles que les mobs (les monstres), la compétition habituelle entre joueurs entraînant généralement l'utilisation de techniques fourbes (ninja loot et spawn camping).[réf. souhaitée]
Ici, le terme d'« instance » ou de « donjon instancié » rapporte au sens de la programmation orientée objet dans laquelle une classe peut être instanciée à l'infini afin de « créer autant d'objets que nécessaire » (autant de donjons que de groupes désirant y pénétrer), partageant tous des caractéristiques communes définies dans la classe (le décor, les mobs, les items, etc.)[réf. souhaitée].

## Exemples de MMORPGs instanciés
Le MMORPG Guild Wars a la spécificité d'utiliser des instances pour chaque secteur où des monstres doivent être combattus. En cela, il se rapproche des jeux simplement multi-joueurs à serveurs publics, comme Diablo 2.[réf. souhaitée]
A contrario, EVE Online est connu pour ne pas utiliser d'instance ; grâce à l'immensité procurée par l'univers, des missions pour les joueurs sont créées afin d'utiliser tout l'espace, dans lequel n'importe quel autre joueur peut voyager. Ceci permet à plusieurs joueurs d'effectuer la même mission au même moment (de la même façon que dans un donjon instancié) mais permet aussi aux autres joueurs d'assister et de participer à cette même mission, s'ils découvrent les lieux, ou s'ils sont invités par le joueur à l'initiative de la mission.[réf. souhaitée]